# Riom
Riom ist eine französische Stadt mit 18.680 Einwohnern (Stand 1. Januar 2022) im Département Puy-de-Dôme in der Region Auvergne-Rhône-Alpes. Die Stadt ist Sitz der Unterpräfektur (französisch Sous-préfecture) des Arrondissements Riom, dieses besteht aus 13 Kantonen, sie ist Hauptort (französisch chef-lieu) des Kantons Riom.
Riom liegt nördlich von Clermont-Ferrand an den Flüsschen Ambène, Maréchot und Gensat.

## Geschichte
In gallo-römischer Zeit hieß der Ort Ricomagus (keltisch rigs für „König“ und -magus für „Feld, Markt“). Schutzpatron von Riom ist der heilige Amabilis (frz. Amable), der hier um 475 n. Chr. starb. Seine Reliquien werden in der Basilika Saint Amable de Riom verwahrt und sind bis heute ein bedeutendes Wallfahrtsziel.
Zu Beginn des 13. Jahrhunderts, unter Philipp Augustus, wurde Riom Sitz der königlichen Verwaltung. 1270 ließ Alfons von Poitiers, ein Bruder Ludwigs des Heiligen, die Stadt erweitern. Dabei entstanden die bis heute erhaltenen Strukturen der zwei sich rechtwinklig kreuzenden Hauptachsen und der ringförmigen Befestigungen, an deren Stelle jetzt die Boulevards Desaix, Chancellier de l’Hospital, de la Liberté, de la République und Etienne Clémentel verlaufen.

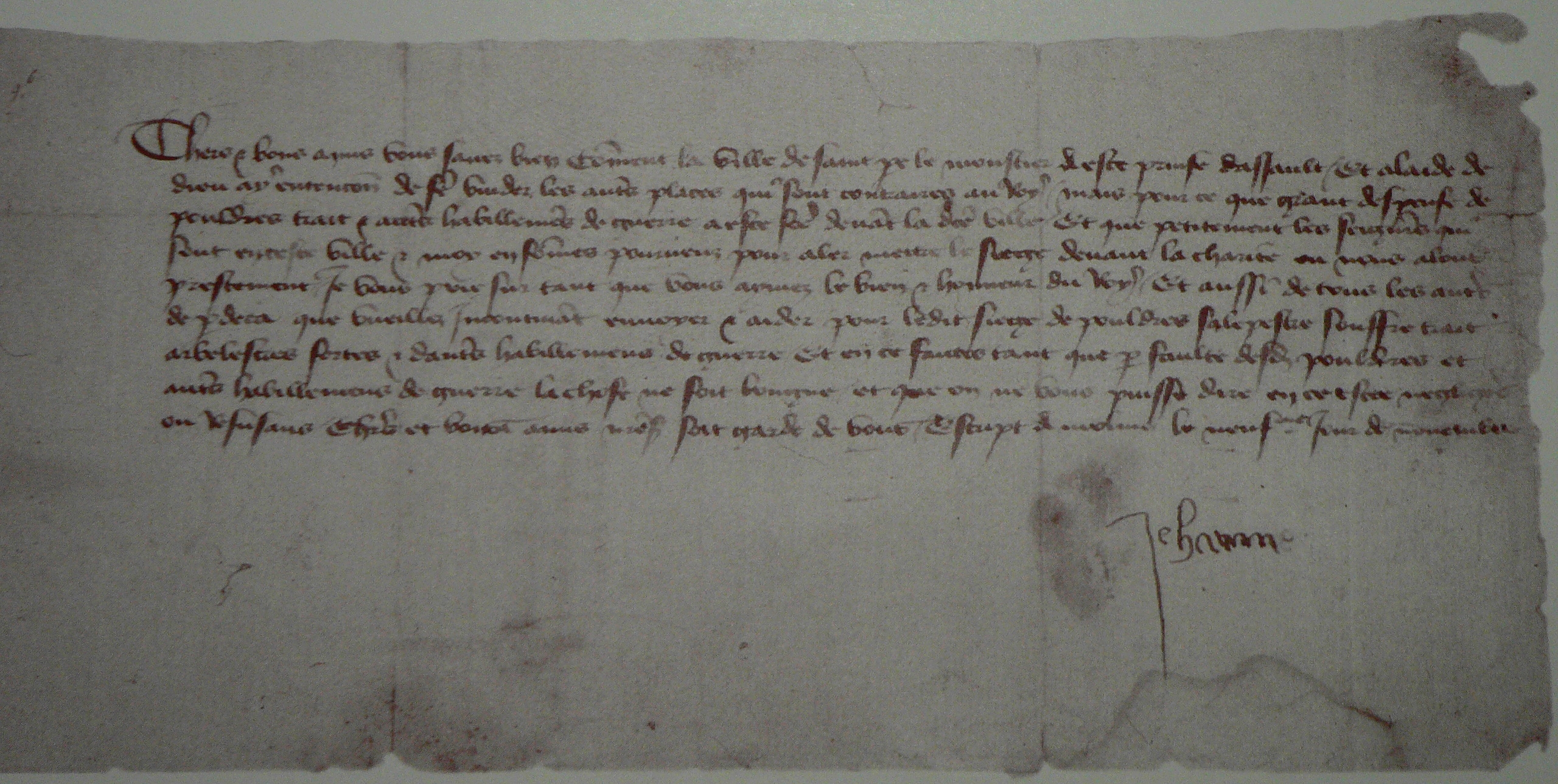
Bittbrief von Jeanne d’Arc

Nachdem die Stadt 1360 an Jean de Berry gefallen war, erlebte Riom eine glanzvolle Zeit, denn der kunstsinnige Herzog versammelte Baumeister und Künstler an seinem Hof. Danach fiel die Stadt, die das Privileg einer Selbstverwaltung durch gewählte Konsuln besaß, an die Bourbonen, galt aber immer als königstreu.
Am Ende des Hundertjährigen Krieges bat daher die heilige Jeanne d’Arc 1429 die Stadt um finanzielle Hilfe und Soldaten für ihren Kampf gegen die Engländer. Die Stadträte entschieden sehr „bürgerlich“: Die Soldaten bekam die Jungfrau von Orléans zwar, das Geld wurde jedoch nicht ausgehändigt.
1542 fanden in Riom die „Grands Jours d’Auvergne“ statt, die Großen Gerichtstage unter königlicher Rechtsprechung, die zu Todesurteilen und Enteignungen vieler Adliger führten.
Ab dem 17. Jahrhundert tagte das königliche Gericht in Clermont-Ferrand. Rioms Bedeutung schwand erheblich, bis 1804 der Französische Appellationsgerichtshof eingerichtet wurde. In diesem Gebäude an der Stelle des mittelalterlichen Herzogspalastes fand 1942 der „Prozess von Riom“ statt, ein Schauprozess des Vichy-Regimes, in dem die „Verantwortlichen“ für die Niederlage von 1940 angeklagt wurden: Léon Blum, Édouard Daladier, General Maurice Gamelin und einige andere. Als deren Verteidiger die Verantwortung Pétains für die Niederlage zur Sprache brachten, wurde der Prozess eingestellt.

## Bevölkerungsentwicklung
| Jahr                       | 1800   | 1851   | 1901   | 1954   | 1962   | 1968   | 1975   | 1982   | 1990   | 1999   | 2007   | 2021   |
| Einwohner                  | 13.328 | 12.386 | 11.061 | 12.664 | 14.418 | 15.467 | 17.071 | 18.346 | 18.793 | 18.548 | 18.040 | 18.736 |
| Quellen: Cassini und INSEE |        |        |        |        |        |        |        |        |        |        |        |        |

## Sehenswürdigkeiten
- Basilique St-Amable, 12.–18. Jahrhundert, 65 m lang, 27 m breit, Langhaus und Querhaus sind romanisch, der Chor ist frühgotisch
- Tour de l’Horloge (30 m hoher Uhrturm), 16. Jahrhundert, im Renaissance-Stil
- L’Hôtel Guimoneau (15. Jahrhundert)
- L’Hôtel Arnoux de Maison-Rouge (Fassade des 18. Jahrhunderts)
- L’Hôtel Soubrany (16. Jahrhundert)
- Maison des Consuls
- Fontaine d’Adam et Eve (17. Jahrhundert) und Fontaine Ballainvillers
- Hôtel de Ville du Riom (Rathaus), 16. Jahrhundert, sehenswerter Innenhof
- Musée Mandet, städtisches Museum der Künste
- Musée régional d’Auvergne, heimatkundliches Museum mit Exponaten zu Landwirtschaft und Handwerk
- Sainte-Chapelle, Rest der Burg der Herzöge von Berry, 1388 errichtet, mit schönen Fenstern des 15. Jahrhunderts und Wandteppichen des 17. Jahrhunderts
- Eglise Notre-Dame-du-Marthuret, 14./15. Jahrhundert, gotische Kathedrale, mit Glasfenstern des 15./16. Jahrhunderts, mit einer Statute Vierge à l’Oiseau (Madonna mit dem Vogel) des Hofbildhauers Jean de Berry (14. Jahrhundert) und mit einer Schwarzen Madonna

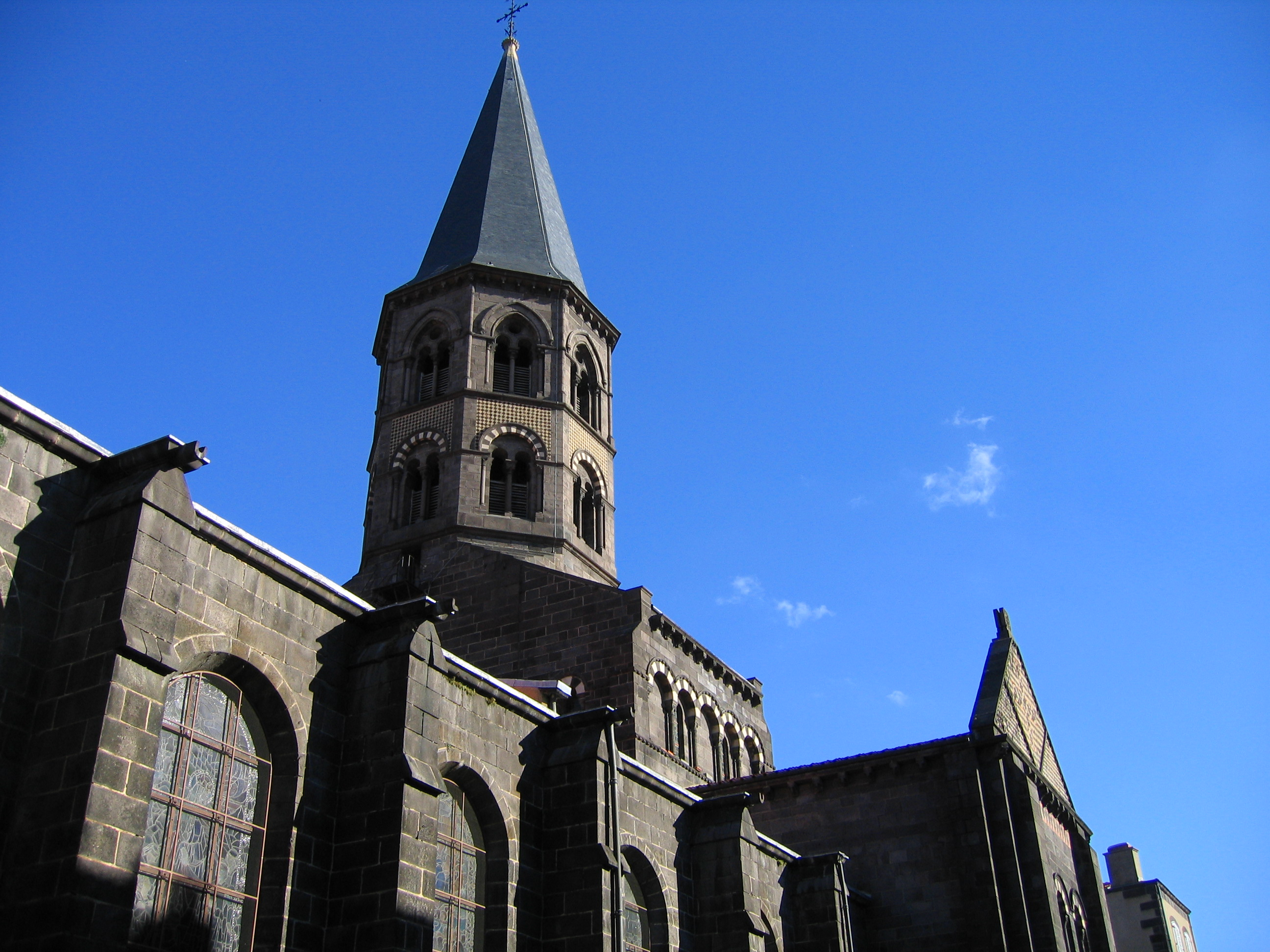
Basilika Saint-Amable
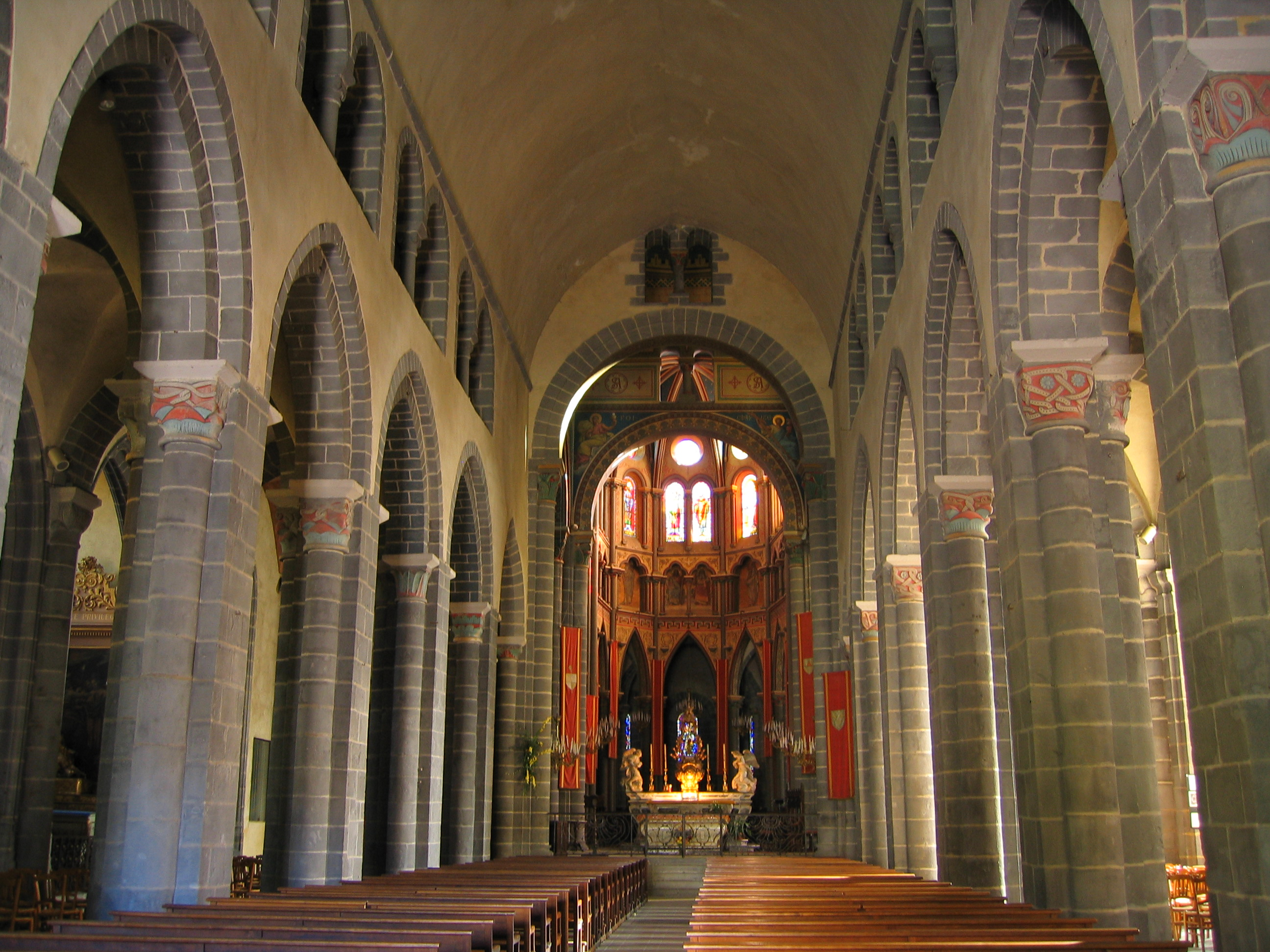
Innenansicht der Basilika Saint-Amable
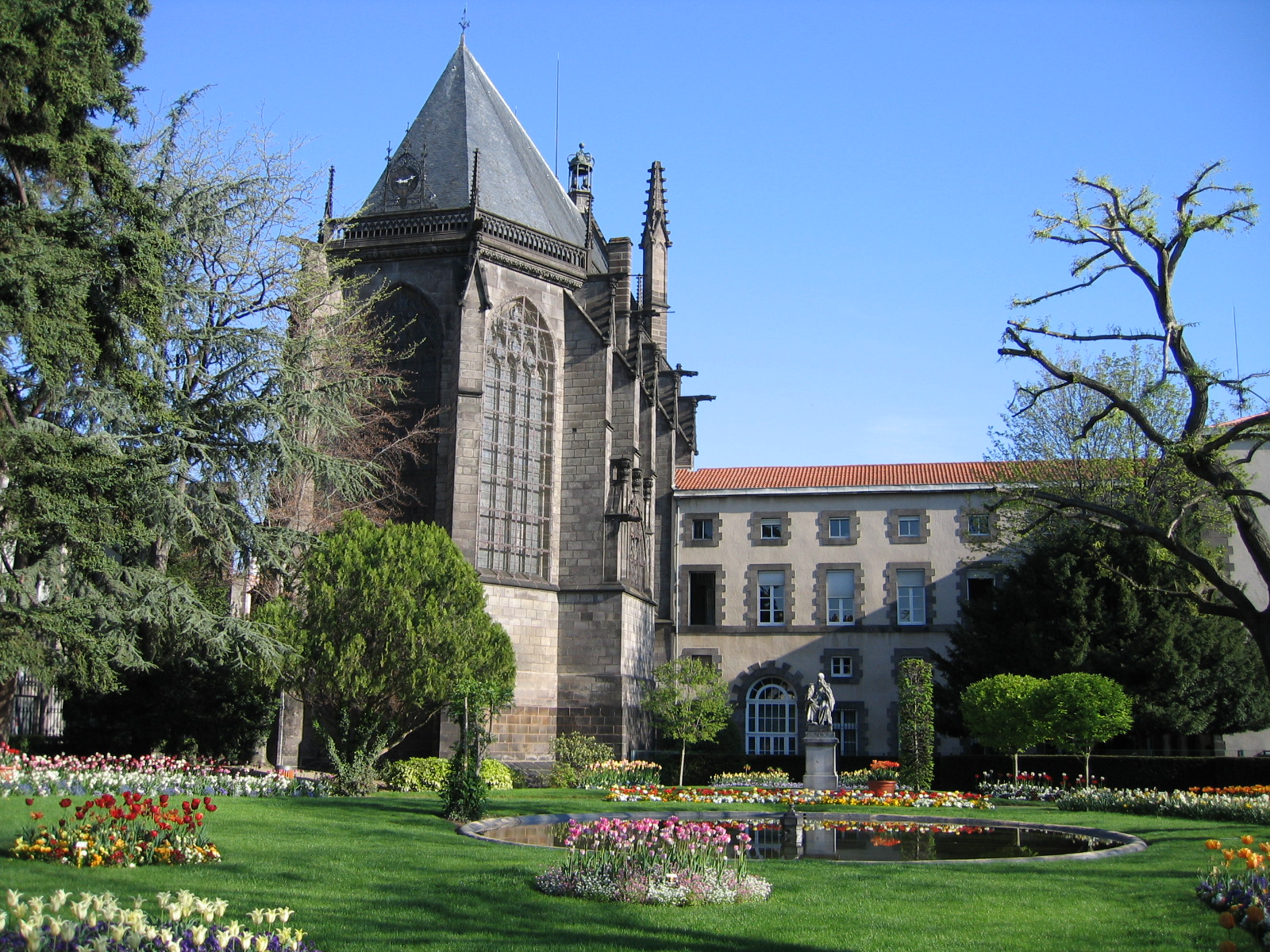
Sainte-Chapelle
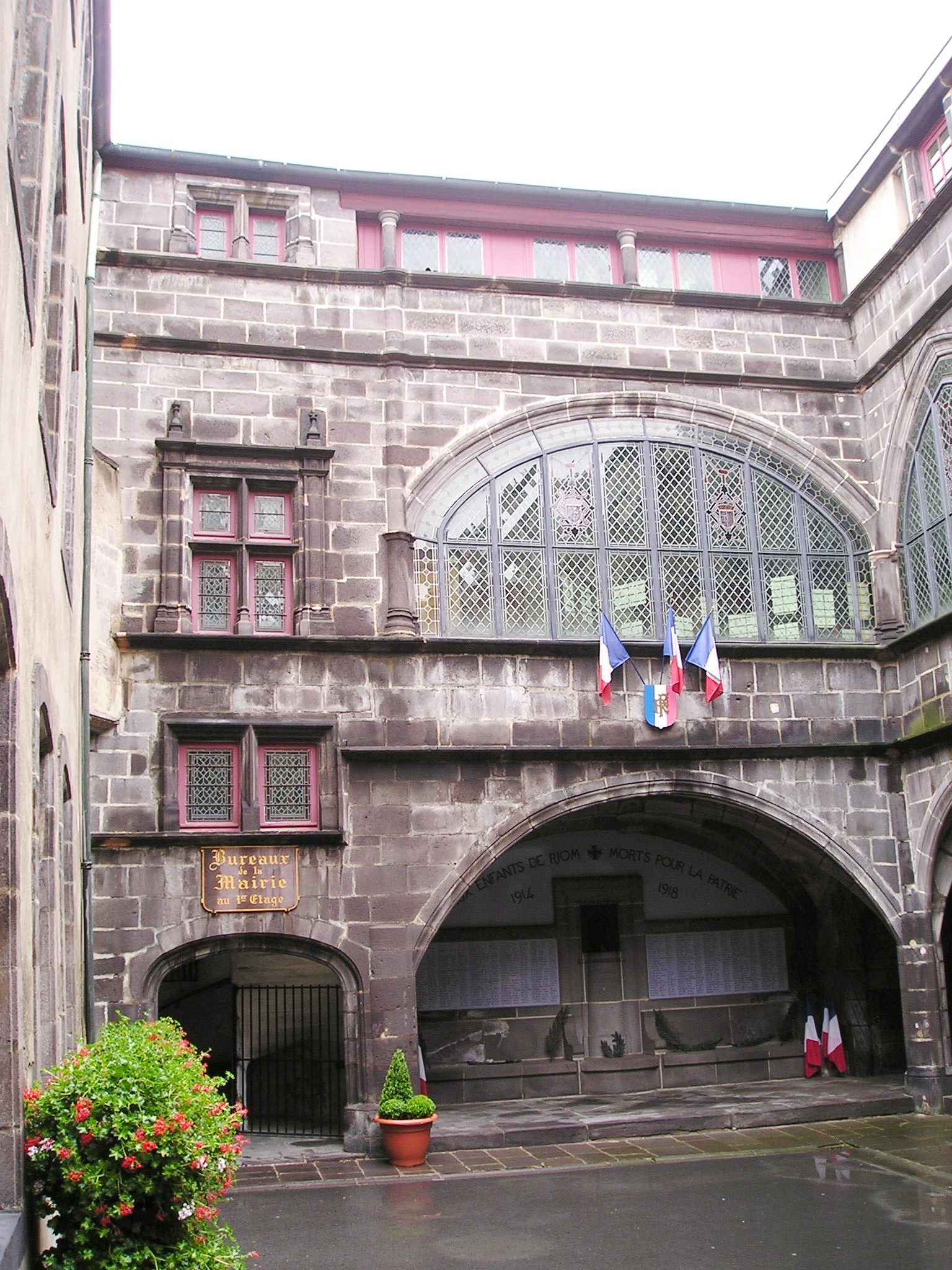
Innenhof des Rathauses

## Städtepartnerschaften
Partnerstädte Rioms sind Nördlingen (Deutschland), Adur District in West Sussex (Großbritannien), Viana do Castelo (Portugal), Żywiec (Polen) und Algemesí (Spanien).

## Söhne und Töchter der Stadt
- Gregor von Tours (538–594), bedeutender Geschichtsschreiber des Frühmittelalters
- Charles de Marillac (um 1510–1560), Kleriker, Politiker und Diplomat
- Anne du Bourg (1521–1559), Parlamentsrat am königlichen Hof von Frankreich
- Jacques Sirmond (1559–1651), Gelehrter und Erzieher
- Jean Sirmond (1589–1649), Mitglied der Académie française
- Antoine Danchet (1671–1748), Schriftsteller
- Charles-Gilbert Romme (1750–1795), Politiker während der Französischen Revolution
- Gaspard de Chabrol (1773–1843), Verwaltungsbeamter
- Amable-Guillaume-Prosper Brugière de Barante (1782–1866), Politiker, Historiker und Mitglied der Académie française
- Joseph Projectus Machebeuf (1812–1889), römisch-katholischer Geistlicher, Bischof von Denver
- Hippolyte Gomot (1837–1927), Politiker
- Michel Raynaud (1938–2018), Mathematiker
- Rufus (* 1942), Schauspieler
- Jef Sicard (1944–2021), Jazzmusiker
- Alan Stivell (* 1944), Musiker und Sänger
- Hubert Fournier (* 1967), Fußballspieler und -trainer